# Bundesverband Direktvertrieb Deutschland
Der Bundesverband Direktvertrieb Deutschland e. V. (BDD) ist ein Interessenverband der Direktvertriebsunternehmen des privaten Konsumgüter- und Dienstleistungsbereichs.
Der Verband wurde 1967 als Arbeitskreis „Gut beraten – Zuhause gekauft“ durch die Gründungsunternehmen u. a. Avon, Tupperware und Vorwerk ins Leben gerufen. Im BDD sind über 50 Unternehmen organisiert, die unterschiedliche Produkte und Dienstleistungen verkaufen. Dazu gehören z. B. Haushaltswaren, Reinigungsmittel, Bauelemente, Getränke, Nahrungsergänzungsmittel, Kosmetik- und Schönheitsartikel, Schmuck, Heimtiernahrung sowie Energiedienstleistungen.
Die Mitgliedsunternehmen erwirtschafteten im Jahr 2019 einen Umsatz von 1,8 Milliarden Euro. Insgesamt sind etwa 240.000 Vertriebspartner- und -partnerinnen für die BDD-Mitgliedsunternehmen tätig. Die beliebteste Vertriebsform im Direktvertrieb ist die Verkaufsparty.

## Aufgaben
Die Aufgaben umfassen die Vertretung der wirtschafts- und rechtspolitischen Interessen seiner Mitglieder gegenüber der Bundesregierung sowie dem nationalen und europäischen Gesetzgeber sowie die Information über Besonderheiten und Vorteile des Direktvertriebs durch Presse- und Öffentlichkeitsarbeit. Es werden strategische Allianzen mit Verbänden ähnlicher Interessenlage zur Förderung des selbständigen Vertriebs gebildet. Zu den Aufgaben gehören zudem  Weiterentwicklung, Überwachung und Durchsetzung der „Verhaltensstandards des Direktvertriebs“, die als freiwillige, brancheninterne Wettbewerbsregeln für die Vertriebspartner verbindlich sind. Seit 2012 unterhält der Verband eine wissenschaftliche Kooperation mit der Universität Mannheim. Im Rahmen dieser Kooperation werden jährlich Studien über die „Situation der Direktvertriebsbranche in Deutschland“ veröffentlicht. Dadurch erfolgt eine Dokumentation über die volkswirtschaftliche Bedeutung der Direktvertriebsbranche. Der BDD verfügt zudem über einen wissenschaftlichen Beirat, in dem insgesamt 18 Professorinnen und Professoren von unterschiedlichen Hochschulen vertreten sind. Zur Förderung eines Berufsbildes für den selbständigen Außendienst hat der Verband 2020 in Zusammenarbeit mit der IHK Darmstadt das Praxistraining „Berater/in im Direktvertrieb (IHK)“ ins Leben gerufen.

## Verhaltensstandards
Die Mitgliedsunternehmen haben sich zur Einhaltung von Verhaltensstandards verpflichtet, die für ein faires Miteinander im Direktvertrieb sorgen. Die 1980 verabschiedeten Standards regeln den fairen und ehrlichen Umgang zwischen Unternehmen und Verbrauchern, Unternehmen und Vertriebspartnern sowie zwischen den Wettbewerbern. Die Einhaltung wird überwacht durch die unabhängige, paritätisch besetzte BDD-Kontrollkommission. Zudem unterhält der BDD seit Januar 2020 eine Kooperation mit der Universalschlichtungsstelle des Bundes.